# Czujnik fotoelektryczny odbiciowy
Czujnik fotoelektryczny odbiciowy  także czujnik fotoelektryczny refleksyjny element automatyki przemysłowej działający na zasadzie przerwania strumienia światła wysłanego z czujnika i odbijanego z powrotem od reflektora. Czujniki fotoelektryczne odbiciowe wykorzystują światło widzialne i niewidzialne (najczęściej podczerwień ale też i ultrafiolet) zwykłe i laserowe. Kiedyś wykorzystywano żarowe lub wyładowcze (UV) źródła światła, obecnie półprzewodnikowe.
Czujniki te mają nadajnik i odbiornik we wspólnej obudowie. Obiekt obserwowany (np. płytka znormalizowana o 90% odbiciu) przerywa strumień światła odbitego i wywołuje zmianę sygnału wyjściowego. Przy powierzchniach lustrzanych zaleca się, aby światło odbite przed wejściem do układu odbiornika przepuścić przez filtr polaryzacyjny, żeby uniknąć ewentualnych zakłóceń od innych sygnałów. Sposób wycelowania na badany obiekt jest w dużej mierze nieistotny.

## Rodzaje czujników odbiciowych
Czujniki fotoelektryczne odbiciowe dzielą się na różne grupy zależnie od sposobu wykorzystania powracającego światła:
- czujniki odległości (mogą wykorzystywać pomiar ilości powracającego światła, czasu powrotu impulsu światła lub geometrii odbicia światła)
- czujniki koloru (wykorzystują zmianę odbicia określonej fali świetlnej od obiektów o różnej barwie)
- czujniki kontrastu (specyficzna wersja czujników koloru - zwykle wykorzystuje tylko jedną barwę światła ale ma większą czułość)
- czujniki gładkości powierzchni (dosł. "błyszczenia" - gloss/ang.).